# Chignik
Chignik (Alutiiq: Cirniq) ist eine Siedlung mit 97 Einwohnern (Stand: Volkszählung 2020) im Lake and Peninsula Borough des US-Bundesstaats Alaska. Chignik liegt in der Anchorage Bay an der Südküste der Alaska-Halbinsel. Chignik besitzt den Status einer City.

## Geschichte

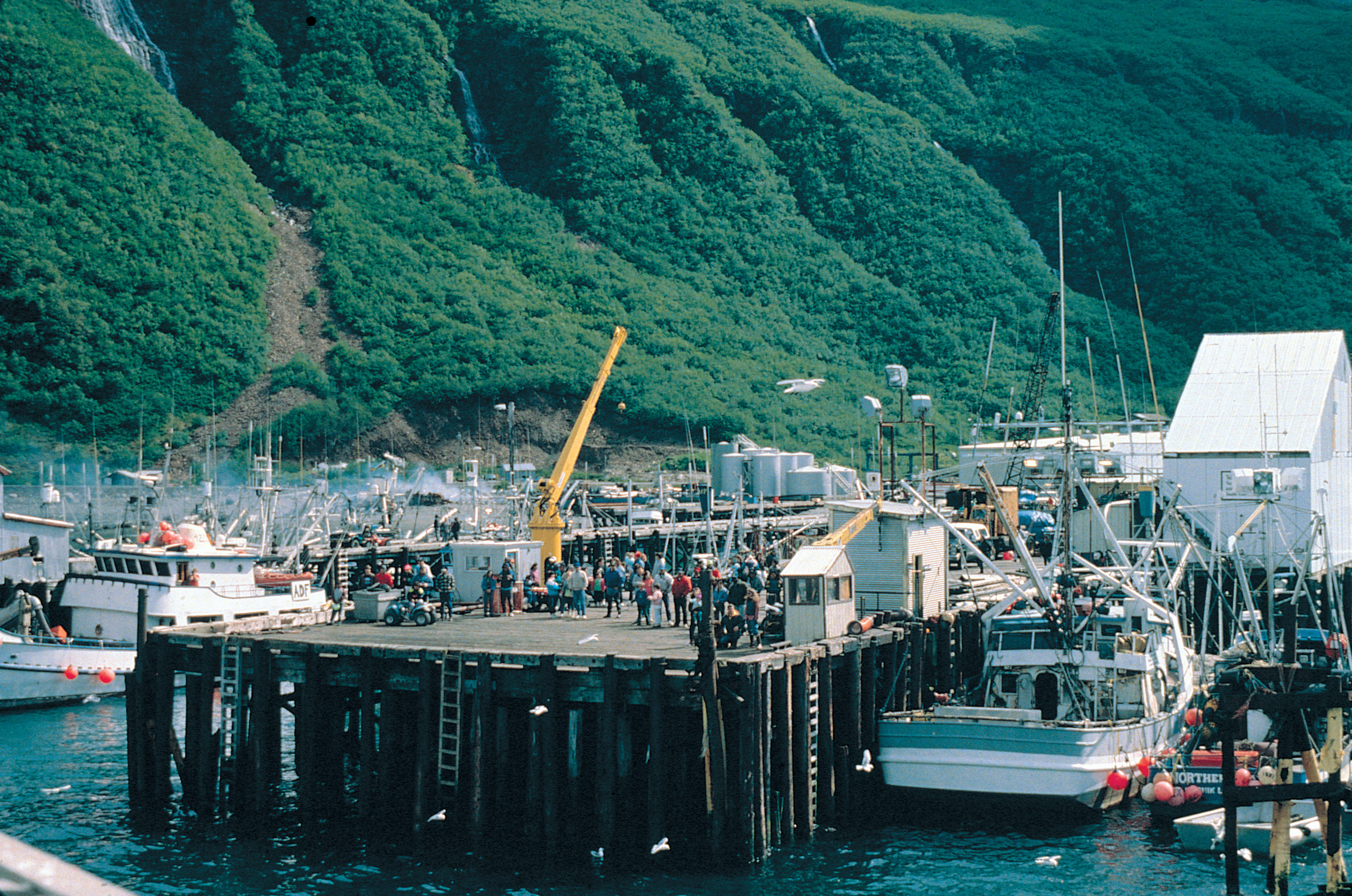
Hafen von Chignik

Vor dem Eintreffen der russischen Pelzjäger in Alaska im späten 18. Jahrhundert befand sich eine Siedlung der Kaniagmuit-Indianer mit dem Namen Kaluak an der Stelle der heutigen Ortschaft. Chignik selbst wurde Ende des 19. Jahrhunderts als Fischereihafen und zur Konservenfabrikation gegründet. Saisonarbeiter wurden damals mit dem Segelschiff Star of Alaska von San Francisco nach Chignik gebracht.
1901 wurde eine Postfiliale eröffnet. Von 1899 bis 1915 wurde Kohle in der Region um Chignik abgebaut. Der Ort ist heute an das Fährsystem des Alaska Marine Highways angebunden. In der Alutiiq-Sprache bedeutet der Name des Orts so viel wie „starker Wind“ (engl. big wind).
Benny Benson, der 1927 die Flagge Alaskas entworfen hat, wurde in Chignik geboren.
Am 16. Mai 1983 wurde Chignik eine „City“.